# Riu Likangala
El riu Likangala és un riu de Malawi; neix al Massís de Zomba al sud de Malawi i travessa zones urbanes i rurals fins a desembocar al llac Chilwa, un
aiguamoll d'importància internacional que és una reserva de biodiversitat de la UNESCO i un lloc de Ramsar.
El riu té una longitud de 50 km i discorre per topografia variable entre cotes de 1.265 m i 790 m sobre el nivell del mar. La seva captació cobreix 756 km2.
És un riu important que proporciona aigua per a usos domèstics i reg. També és el riu que proporciona aigua per al pla de reg de l'arròs Likangala que es va establir el 1969, que atén a uns 200 agricultors i cobreix una àrea de 415 ha. Les comunitats que viuen a la conca es beneficien de molts serveis d'aprovisionament, com ara aliments silvestres, canyes, sorra, pedra, peix i fusta. La qualitat de l'aigua del Likangala varia al llarg de la seva longitud, i les fonts puntuals i no puntuals de contaminació l'impacten. Allà on passa per la ciutat de Zomba, els afluents dels plans de depuració d'aigües residuals s'uneixen al riu provocant decoloracions i creixement d'algues.